# Yongtong-Brücke

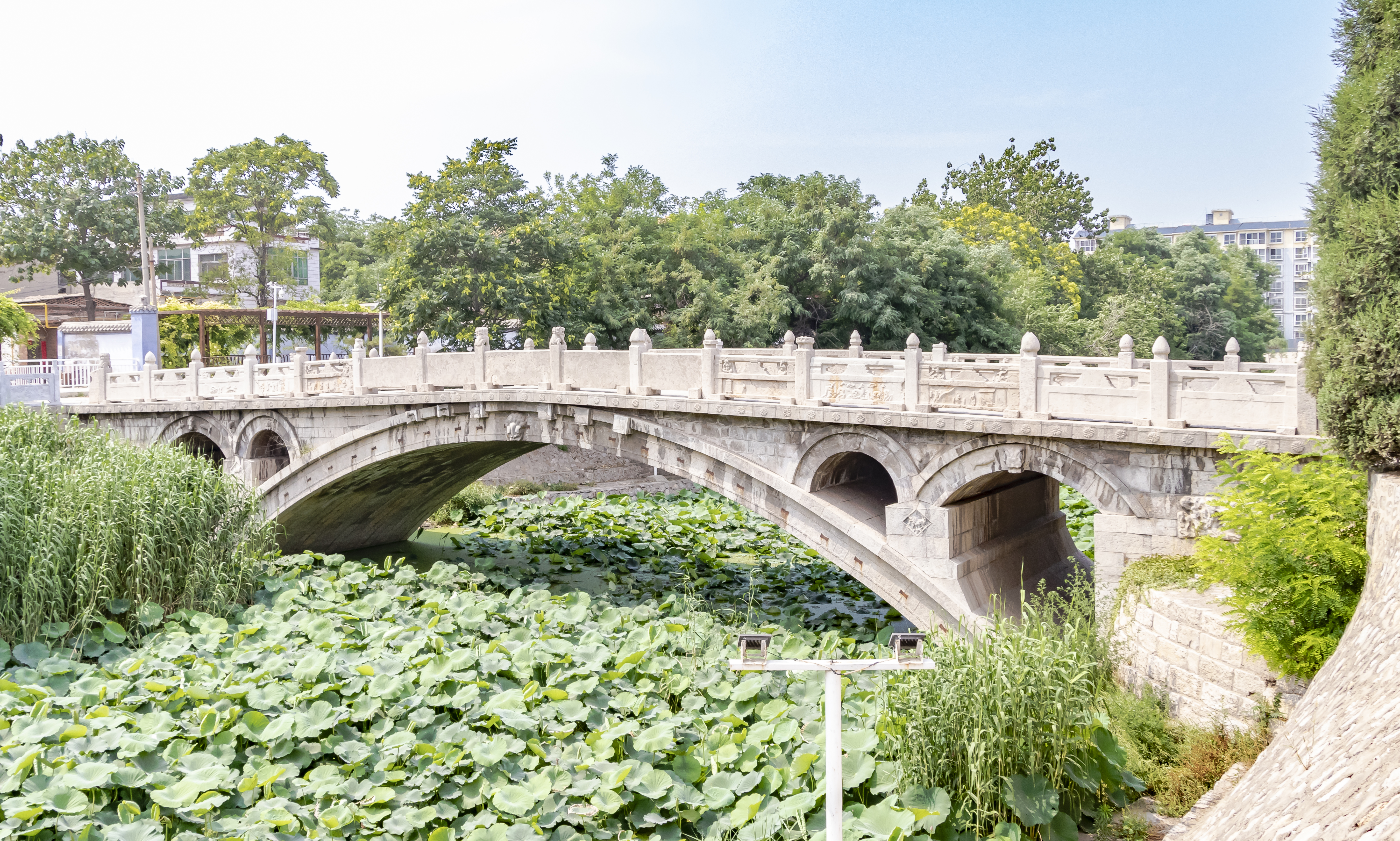
Yongtong-Brücke, Kreis Zhao (Shijiazhuang), Provinz Hebei, China

Die Yongtong-Brücke (chinesisch 永通桥, Pinyin Yǒngtōng qiáo, englisch Yongtong Bridge) im Kreis Zhao (Shijiazhuang), Provinz Hebei, China, die auch unter dem chinesischen Namen „Kleine Steinbrücke“ (小石桥,  Xiǎoshí qiáo) bekannt ist, zählt zu den berühmten Brückenbauten der alten Zeit. Sie wurde in der Mingchang-Ära (1190–1195) der Jin-Dynastie (1125–1234) erbaut. Sie überbrückt den Qingshui-Fluss (Qingshui He).
Die Yongtong-Brücke (1190–1195) ähnelt der wesentlich älteren Anji-Brücke (Zhaozhou-Brücke). Sie hat einen Segmentbogen mit einer Spannweite von 26 m und einer Breite von 6,30 m. Ähnlich wie bei der (größeren) Anji-Brücke hat sie zwei auf dem Brückenbogen aufgesetzte bogenförmige Durchlässe und eine leicht gekrümmte Fahrbahn, die von einer Steinbrüstung begrenzt wird. Nach ihrem Bau wurde sie mit einer Reihe von Basreliefs verziert.
Die Brücke steht seit 1961 auf der Liste der Denkmäler der Volksrepublik China (1-60).